# Torvefjorden
Torvefjorden er en fjord i Søgne kommune i Agder fylke i Norge. Den ligger omkring 15 kilometer sydvest for Kristianssand, og går tre kilometer mod nord fra Borøya til mundingen af Lundeelven, en kilometer syd for det tidligere kommunecenter i Søgne.
På vestsiden af fjorden ligger Oftenes, mens Amfenes udgør det meste af østsiden. Øst for Amfenes ligger Høllefjorden. Vest for Okse ligger Rivenesfjorden, mens Songvårfjorden ligger syd for Borøya. 
Der ligger en stor lystbådehavn, Torvefjorden båthavn, på østsiden inderst i fjorden i læ av holmen Østre Niglus. Andre holme i fjorden er Vestre Niglus, Lohneholmen, Kniven Gulemannskjærene og Gulemann. Der har været planer om at bygge et stort hotel på Amfenes, kaldt Hotell Atlantis. 
Der er også en lystbådehavn på vestsiden av fjorden ved Ausviga, øst for Oftenesstranda.